# Erikslund, Täby
Erikslund är ett småhusområde i kommundelen Broby, Täby kommun i Stockholms län.
Namnet Erikslund kommer efter en av Täbys Dragoner, nämligen nr 24. Det var en dragon som gick under namnet Karl Gustaf Broo. Andra kända dragoner i området är Lansen, nr 27, och Vallatorp, nr 25. Karl Gustaf Broo var den siste dragonen vid Livkompaniet. Han slutade sin tjänst 1907 men bodde kvar i torpet Erikslund fram till sin död 1957. Torpstugan revs 1971. Erikslunds backstuga var från 1860-talet. Den låg mittemot infarten till Valla Gård.
”Vi tror på den förtätade låghusstaden” var mottot när de gamla husen i Erikslund och Broby skog skulle ersättas med ny modern bebyggelse. Året var 1971 och det blev en stor upphandling från kommunens sida. 324 småhus blev resultatet, alla parhus så att små gränder och torg bildades. Lekplatser och välutrustade kvartersgårdar med en utomhuspool skulle komplettera. Parkeringsytor och garagelängor skulle vara åtskilda från bostadshusen. Efter två år var planerna förverkligade och många unga familjer belåtna.
Området är uppbyggt i fem separata ”kvarter”, i folkmun kallade ettan, tvåan, trean, fyran respektive femman. Kvarteren avgränsas från varandra genom höjdskillnader samt gång- och cykelvägar.
Byggföretaget som uppförde husen var Platzer Bygg.
De som först flyttade in i köpte sina hus för 150 000,00 kr. Insatsen var 21 000,00 kr och månatlig boendekostnad efter skatt var beräknad till 700 kr.
Genom att lägga de bortsprängda massorna från nybyggnationen i Erikslund och Vallabrink på en och samma plats lyckades man också skapa en barnskidbacke i södra delen av området. I Erikslund kallas backen för "Tippen". I Ensta och Östra Vallabrink kallar man den istället för "Kullen".

## Kollektivtrafik
För att resa in mot Stockholm går SL:s busslinjer 611 och 610 (som kommer från Vallentuna) mot Mörby centrum och Danderyds sjukhus där tunnelbanestationer finns (röda linjen). Dessutom finns busslinjen 616 mot Täby centrum och Täby kyrkby. Vill man färdas med Roslagsbanan kan man ta en promenad på 5–10 minuter till Visinge hållplats. På natten körs busslinjen 690 till Danderyd och Vallentuna.